# 武田みか
武田 みか（たけだ みか）は日本の漫画家、イラストレーター。武蔵野美術大学短期大学部卒。

## 作風
主に漫画風イラストを得意とする。ぬいぐるみ、花や菓子を人物の傍らに描くことも多い。『人を元気にできる絵を描くこと！』を志しているという。

## 作品リスト

### イラストなど
- 『りんくすて〜しょん』CG集企画参加
- 『DearMy...』（エンターブレイン 2001年 - 2004年）
  - 読者コーナー『ふりぱら』イラスト連載
  - 取材レポートコミック
- 『XENOSAGA EPISODE!アカサーガ〜投稿への意志〜』コーナーイラスト（ソフトバンクパブリッシング『週刊ザ・プレイステーション』）
- 『アンリミテッド:サガ アンソロジーコミック2』イラストコーナーイラスト（エンターブレイン）
- songs（自費出版2002年）
- 『アイドル☆恋愛宣言』イラスト（ボルテージ）
- 嶋田純子『大正もののけ異聞録 外伝』イラスト（ソフトバンクパブリッシング『週刊ザ・プレイステーション2』）
- 『さーぱら。』『サーファーズパラダイスコレクション』待ち受け画像 (Surfersparadise)
- 『萌月楼』待ち受け画像（ゲンキ）
- 夏少女 ビジュアルファンブック（ソフトバンクパブリッシング）
- 深見真『パズルアウト』イラスト（富士見書房『富士見ミステリー文庫』『ドラゴンマガジン』）
- 週刊ザ・プレイステーション2増刊『学園ヘヴン』イラスト（ソフトバンクパブリッシング）
- 『小学三年生』うらないコーナー（小学館）
  - 『プリンセスうらない』キャラクターデザイン、イラスト連載（2004年、2005年）
    - ふろくのB2ポスター、シール（2004年7月号）

  - 『きらりん☆ガールズうらない』イラスト連載（2006年）
  - 『どきどき☆うらないレッスン』イラスト連載（2007年）
  - 『きょうだい関係の説明書』イラスト掲載（2008年11月号）
- オーガスト カレンダー
  - 2005年4月イラスト
  - 2006年7月イラスト
- 『スーパーコミック劇場ToHeart2』イラスト（スクウェア・エニックス）
  - 第一集 背表紙イラスト
  - 第二集 目次イラスト
- 『月刊Gファンタジー』（スクウェア・エニックス）
  - 読者コーナー扉イラスト（2005年4月号）
  - エッセイ『ぱにぽにだっしゅ！鑑賞記』（2005年12月号）
- Honey Yellow（自費出版2005年）
- 矢崎存美『交渉人ぶたぶた』イラスト（角川書店『ザ・スニーカー』2005年10月号）
- 『夜明け前より瑠璃色な』体験版レビュー、イラスト（メディアワークス『電撃G's magazine』2005年10月号）
- 『コンプティーク』（角川書店）
  - 綴じ込みピンナップ、誌上通販テレカイラスト（2005年11月号）
  - 綴じ込みピンナップ、誌上通販テレカイラスト（2006年11月号）
- 霜月はるか関連
  - 『あしあとリズム』ジャケット、ブックレット (MellowHead)
  - 『時計台のある街より 〜Haruka Shimotsuki Solo Live Lv 1〜』ソロライブチラシ イラスト
  - 『Maple Leaf Box』冊子内項目『ユラグソラ』イラスト (Maple Leaf)
- 『週刊ゼノサーガIII Vol 4』イラスト（ソフトバンクパブリッシング）
- 『ぱにぽに似コミックぽにぱに』（スクウェア・エニックス）
  - 『ぽにぱに2』背表紙 イラスト
  - 『ぽにぱに3』扉イラスト
- 岡田留奈『夜明け前より瑠璃色な〜恋する瞬間〜1』本編イラスト（雑誌『電撃G's magazine』に連載したものの単行本メディアワークス）
- Yellow Palette 2008カレンダー（自費出版2007年）
- 『E☆2』Vol.2 企画『美少女24〜COLOR SEASON〜』イラスト（メディエイション）
- 『キャラの!』Vol.8『キャラの! selection』扉イラスト（ホビージャパン）
- 『フォーチュンサモナーズ 〜アルチェの精霊石〜』（リズソフト）
  - ゲーム『フォーチュンサモナーズ』 キャラクターイラスト（2008年、2009年、2012年）
  - 『フォーチュンサモナーズ』月替わりイラスト（リズソフトウェブサイト連載、2008年、2009年）
  - 『第1回リズソフト・アートコンテスト』イラスト部門、漫画部門品評（リズソフトウェブサイト掲載、2009年）
- Yellow Palette 2009カレンダー（自費出版、2008年）
- 朝起きたら私の左手がHな漫画を描いてた件（作：櫻龍、文：七海真咲、スクウェア・エニックス）
- 声マン ドラマCD「方言男子★寮生活はグルメパーティー!」キャラクターデザイン・イラスト（フロンティアワークス、2011年）
- 「春」（ガンガンONLINE2010年2月4日）
- MMORPG「エミルクロニクルオンライン」イリスカードイラスト

### 漫画作品（読み切り）
- カラフル（エンターブレイン『月刊ファミ通ブロス』11月号掲載、24ページ、2000年）
- カラフル〜心の引力（エンターブレイン『月刊ファミ通ブロス』4月号掲載、24ページ、2001年）
- メッセージ（エンターブレイン『月刊ファミ通ブロス』5月号掲載、16ページ、2001年）
- なにげない贈り物（エンターブレイン『リリーのアトリエ アンソロジーコミック』掲載、16ページ、2001年）
- ゆめみるおもい（エンターブレイン『マリーとエリーのアトリエ アンソロジーコミック2』掲載、12ページ、2001年）
- Break time（エンターブレイン『アンリミテッド:サガ アンソロジーコミック2』掲載、12ページ、2003年）
- わたしの王子様（エンターブレイン『ヴィオラートのアトリエ グラムナートの錬金術師 アンソロジーコミック』掲載、12ページ、2003年）
- プリンセスラブストーリィ（小学館『小学三年生』9月号、ふろく小冊子掲載、32ページ、2004年）
- リトルトライアングル（スクウェア・エニックス『スーパーコミック劇場ToHeart2第一集』掲載、9ページ、2005年）
- ラッキーチャーム（スクウェア・エニックス『スーパーコミック劇場ToHeart2第二集』掲載、9ページ、2005年）
- ホットメモリー（宙出版『ビジュアルコミックアンソロジーゼノサーガ・エピソードII［善悪の彼岸］』掲載、17ページ、2005年）
- やさしさのはな。（角川書店『月刊コンプエース』VOL.004掲載、32ページ、2005年）
- カニくも日記。（スクウェア・エニックス『ぱにぽに似コミックぽにぱに』掲載、9ページ、2005年）
- ゆるりずむ〜旅情編（メディアファクトリー『コミックアライブ』7月号掲載、20ページ、2007年）
- あいあい傘（メディアファクトリー『ゼロの使い魔公式アンソロジーコミック火魔法の章』掲載、9ページ、2007年）
- 停電心理（スクウェア・エニックス『ぱにぽに似コミックぽにぱに4』掲載、9ページ、2007年）
- ゆるふわ喜譚♪聖夜とプリンとサンタクロース?（メディアワークス『電撃G's Festival! COMIC』Vol.1掲載、26ページ、2007年）
- 魔法のコトバ（メディアファクトリー『ゼロの使い魔公式アンソロジーコミック火のルビーの章』掲載、9ページ、2008年）
- 僕の、お嬢様。（メディアファクトリー『コミックアライブ』4月号掲載、38ページ、2008年）
- 僕の、お嬢様。（メディアファクトリー『コミックアライブ』6月号掲載、26ページ、2008年）
- 似た者同士?（メディアファクトリー『ゼロの使い魔公式アンソロジーコミック風のルビーの章』掲載、16ページ、2008年）
- 獣神演武DVD第7巻 カラーブックレット漫画（メディアファクトリー、3ページ、2008年）
- ゆらゆら星。（自費出版、20ページ、2008年）
- 願い星ワルツ（メディアファクトリー『ゼロの使い魔公式アンソロジーコミック土のルビーの章』掲載、16ページ、2008年）
- 獣神演武DVD第8巻 カラーブックレット漫画（メディアファクトリー 3ページ 2008年）
- ダイエット大作戦（メディアファクトリー 『ゼロの使い魔公式アンソロジーコミックトリステインの章 』掲載 16ページ 2008年）
- あなたとクリスマス♪（カプコン『ToHeart2アンソロジーコミックPrecious Days』掲載、12ページ、2008年）
- 絶望マフラー（自費出版、18ページ、2009年）
- ほっと・マラソン（カプコン『ToHeart2アンソロジーコミックPrecious Days2』掲載、12ページ、2009年）
- EXP.1（スクウェア・エニックス『黒執事アンソロジーコミック虹執事』掲載、12ページ、2009年）
- 小説プレビューコミック 最強彼女黒髪めがね（スクウェア・エニックス『ガンガンONLINE』掲載、7ページ、2010年4月22日）

### 漫画作品（連載）
- てなもんや赤さーが（ゼノサーガのパロディ。ソフトバンクパブリッシング『週刊ザ・プレイステーション2』、不定期連載、2001年）
- 月は東に日は西に 〜Operation Sanctuary〜（メディアワークス『電撃コミックス』、ISBN 4-8402-2976-7、2005年）
- ゆるりずむ（メディアファクトリー『アライブコミックス』、ISBN 4-8401-1666-0、2007年）
- フォーチュンサモナーズ・スピンオフ（リズソフトウェブサイト連載、2008年）
- あいすぺ＠（原作：雨野智晴、電撃G's Festival! COMIC、2009年 - 2011年）
- 鑑定能力で調合師になります（原作：空野進、水曜日はまったりダッシュエックスコミック、2020年 - 2023年）
- お飾り聖女のはずが、真の力に目覚めたようです THE COMIC（原作：杓子ねこ、『マグコミ』2024年9月17日[2] - 連載中）